# یواس‌اس جیننت (۱۸۷۸)
یواس‌اس جیننت (۱۸۷۸) (به انگلیسی: USS Jeannette (1878)) یک کشتی بود که طول آن ۱۴۲ فوت (۴۳ متر) بود. این کشتی در سال ۱۸۶۱ ساخته شد.